# Берёзовая роща (заказник, Киев)
«Берёзовая роща» (укр. «Березовий гай») — ботанический заказник местного значения, расположенный на территории Деснянского района Киевского горсовета (Украина). Создан 10 апреля 1978 года. Площадь — 2 га. Землепользователь — Дарницкое лесопарковое хозяйство.

## История
Заказник был создан совместным решением Киевского облсовета и Киевского горсовета № 522/173 от 10 апреля 1978 года. Заказник создан с целью сохранения ценных природных сообществ. На территории заказника запрещены любая хозяйственная деятельность и в том числе ведущая к повреждению природных комплексов. Согласно Генеральному плану Киева до 2025 года, планируется расширение территории заказника за счёт небольшого участка (треугольной формы), который будет примыкать на северо-западе к действующей границе.

## Описание
Заказник занимает кварталы 71 и 72 Броварского лесничества в составе Дарницкого лесопаркового хозяйства, что севернее административной границы с Броварским горсоветом Киевской области. 
Есть информационные знаки и щит-указатель. 
Как добратьсяː 1) ост. Терминал (на Киевской улице, Бровары) марш. такси 258, 333, 334, 337, 341, 705, 708, 709, 710, 788, 906, затем пешком около 1,5 км (по улицам Драгоманова и Лучистая). Близлежащее метроː   Лесная.

## Природа
Лесные насаждения представлены берёзой и сосной. Здесь распространены ландыши.
Объектом природоохранного заповедного фонда являются насаждения (участок распространения) ландышей, расположенных в нескольких выделах 71-го (выд. 15 – 0,7 га) и 72-го (выд. 11 – 1,3 га) кварталов площадью 2 га. Сам же заказник-урочище «Берёзовая роща» имеет общую площадь порядка 100 га.